# Украдено лице
Украдено лице (енгл. Face/Off) је амерички филм режисера Џона Вуа са Џоном Траволтом и Николасом Кејџом у главни улогама.
Кастор, криминалац, поставља темпирану бомбу која може да уништи ЛА. Када је ухапшен у бесвесном стању, агент ФБИ, Шон, као део плана да пронађе бомбу, добија Касторово лице пластичном операцијом.

## Радња
Полицајац ФБИ Шон Арчер (Џон Траволта) коме је Кастор Трој (Николас Кејџ) убио сина, покушавајући да убије њега, годинама покушава да га ухапси и изведе на суђење. Да би га коначно савладао Шон се упушта у рискантну и опасну хируршку операцију како би "преузео" лик Кастора који се налази у коми и на тај начин покушао да открије на ком месту у граду је Кастор поставио бомбу. Ствари крећу по злу када се Кастор пробуди из коме и преузме Шонов лик. Тада нико из њиховог окружења, осим њих двојце не знају ко је у ствари онај прави. У овим заменама улога прави Шон не зна да се снађе у новој улози, док прави Кастор у новој улози ужива и вешто је злоупотребљава. Мистерију решава Шонова жена др Ив Арчер (Џоун Ален) кад јој прави Шон сада у лику Кастора саопшти да је у ствари онај прави њен муж и да то може проверити на основу анализе крви. Послушавши га, Ив долази до шокантног открића које на крају решава мистерију. 

## Улоге
| Глумац           | Улога                 |
| ---------------- | --------------------- |
| Џон Траволта     | Шон Арчер/Кастор Трој |
| Николас Кејџ     | Кастор Трој/Шон Арчер |
| Џоун Ален        | др Ив Арчер           |
| Алесандро Нивола | Полукс Трој           |
| Џина Гершон      | Саша Хаслер           |
| Домник Свејн     | Џејми Арчер           |
| Ник Касаветес    | Дитрих Хаслер         |
| Харв Преснел     | Виктор Лазаро         |
| Колм Фиор        | др Малком Волш        |
| К. К. Х. Паундер | др Холис Милер        |
| Џон Карол Линч   | чувар Волтон          |
| Роберт Виздом    | Тито Бионди           |
| Томас Џејн       | Берк Хикс             |
| Џејмс Дентон     | Баз                   |
| Маргарет Чо      | Ванда                 |
| Мет Рос          | агент Лумис           |
| Крис Бауер       | Ивaн Дубов            |
| Дени Мастерсон   | Карл                  |
| Томи Фланаган    | Лио                   |
| Стив Хитнер      | Агент                 |
| Роми Виндсор     | Кимберли              |
| Пол Хип          | Фич                   |
| Кирк Балц        | Алдо                  |